# Portland Thorns FC
Il Portland Thorns FC è una squadra di calcio femminile professionistico statunitense con sede a Portland, in Oregon. Fondata nel 2012, gioca le partite casalinghe al Providence Park. Dal 2013 la squadra milita nella National Women's Soccer League (NWSL), massima serie del campionato femminile statunitense, che ha vinto per tre volte, nel 2013, nel 2017 e nel 2022, ed essendone il club più titolato.

## Storia

### Anni 2010
Quando il 21 novembre 2012 venne annunciata la nascita della National Women's Soccer League (NWSL), Portland venne inserita nell'elenco delle otto città che avrebbero ospitato le squadre partecipanti alla prima stagione. All'annuncio, Merritt Paulson, proprietario dei Portland Timbers, club iscritto alla Major League Soccer, comunicò che la sua società avrebbe gestito la squadra con base a Portland. Il nome della squadra, Portland Thorns FC, venne annunciato il 13 dicembre successivo e lo stemma venne presentato contestualmente. Cindy Parlow Cone venne nominata allenatrice della squadra il 19 dicembre seguente. Tra le prime calciatrici a far parte della rosa c'erano la canadese Christine Sinclair e le statunitensi Alex Morgan e Tobin Heath, arrivate l'11 gennaio 2013 col processo di allocazione delle nazionali effettuato dalla NWSL.

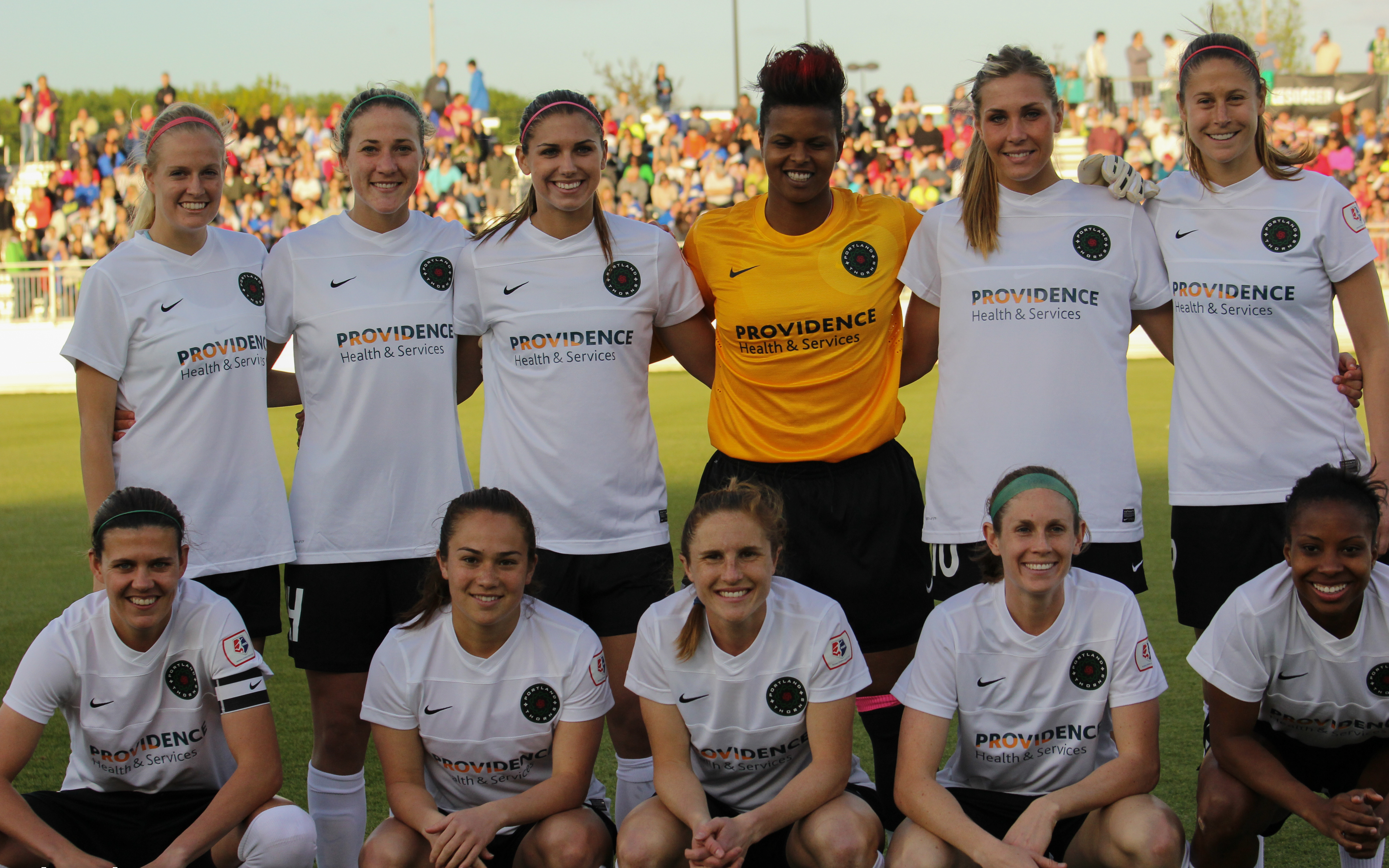
Una formazione del Thorns nella stagione 2013.

Nella stagione inaugurale della NWSL la squadra concluse la stagione regolare a pari punti con Western NY Flash ed FC Kansas City, classificandosi al terzo posto per la peggiore posizione negli scontri diretti. Ai play-off, superò il Kansas City in semifinale dopo i tempi supplementari, per poi battere in finale il Western New York Flash, vincendo il primo campionato della NWSL. Il 5 dicembre 2013 Cindy Parlow Cone si dimise per motivi familiari e il suo posto venne assegnato all'inglese Paul Riley pochi giorni dopo. Il 3 agosto 2014 alla partita di campionato tra il Portland Thorns e lo Houston Dash al Providence Park assistette un pubblico di 19123 spettatori, segnando il nuovo record di presenze per la NWSL. La stagione regolare venne, poi, conclusa dal Thorns al terzo posto in classifica, mentre poi venne eliminato nella semifinale dei play-off dal Kansas City. Nella stagione 2015, invece, la squadra concluse al sesto posto in classifica, mancando l'accesso ai play-off per il titolo. Il 22 luglio 2015 venne registrato un nuovo record di presenze al Providence Park in occasione della partita di campionato contro il Seattle Reign, alla quale assistettero 21144 spettatori. Al termine della stagione venne interrotto il contratto con Paul Riley; il ruolo di allenatore venne assegnato a Mark Parsons, già alla guida del Washington Spirit.

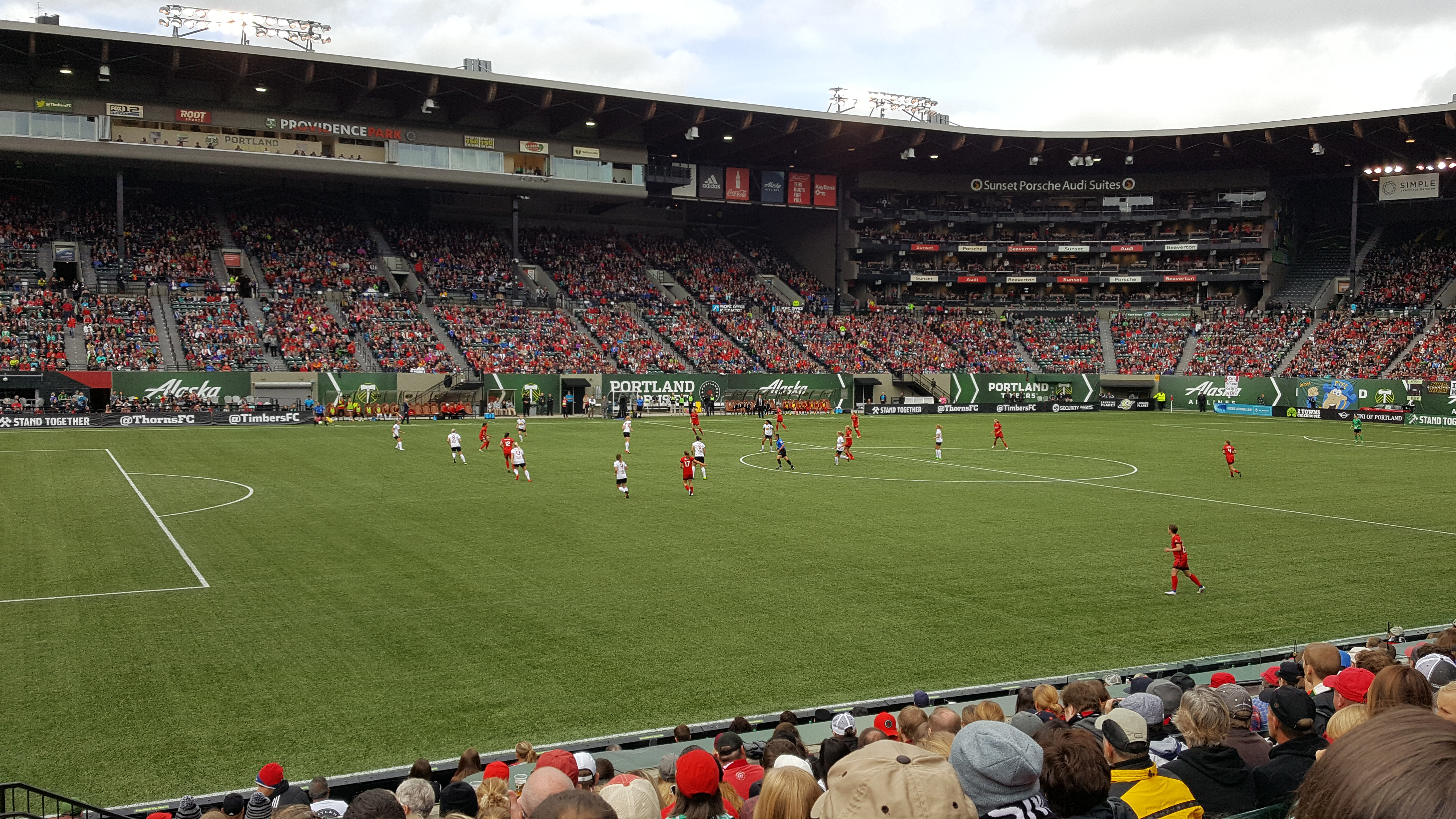
Azione di gioco al Providence Park nell'ottobre 2016.

In preparazione alla stagione 2016 il club effettuò alcuni scambi che portarono a un rinnovamento della squadra: Alex Morgan lasciò il Thorns per andare a giocare con l'Orlando Pride, mentre arrivarono giocatrici della nazionale statunitense, come Meghan Klingenberg, e dall'Europa, come Amandine Henry e Nadia Nadim. Con questo rinnovamento, la squadra vinse il suo primo NWSL Shield, concludendo al primo posto la stagione regolare di NWSL. Nei play-off, però, venne eliminata in semifinale dal Western New York Flash dopo i tempi supplementari. La NWSL 2017 ebbe un diverso epilogo: la stagione regolare venne conclusa al secondo posto alle spalle del North Carolina Courage, mentre i play-off vennero vinti dopo aver battuto prima l'Orlando Pride in semifinale e poi lo stesso Courage in finale, grazie a una rete di Lindsey Horan, vincendo il secondo titolo NWSL. Nel 2018 la squadra concluse la stagione regolare al secondo posto alle spalle del North Carolina Courage e perse la finale dei play-off contro lo stesso Courage, che ribaltò il risultato dell'annata precedente. Nel 2019, invece, la stagione regolare venne terminata al terzo posto, perdendo poi la semifinale dei play-off contro il Chicago Red Stars. L'11 agosto 2019 al Providence Park venne battuto un nuovo record di pubblico per una partita di NWSL, grazie ai 25218 spettatori che assistettero alla partita tra Thorns e Courage.

### Anni 2020
La stagione 2020 di NWSL venne cancellata a causa della pandemia di COVID-19 e sostituita dalla prima edizione della NWSL Challenge Cup a luglio e con una Fall Series, disputata in autunno. L'anno seguente vinse la seconda edizione della NWSL Challenge Cup, dopo aver concluso al primo posto la West Division e aver battuto in finale dopo i tiri di rigore il NJ/NY Gotham. Nella stagione 2021 il Thorns vinse il suo secondo NWSL Shield, ma venne poi eliminato nei play-off in semifinale dal Chicago Red Stars. Nel corso della pausa estiva, aveva partecipato alla terza edizione della Women's International Champions Cup, avendo vinto la Fall Series nel 2020, vincendo il torneo, dopo aver battuto in finale la squadra francese dell'Olympique Lione. L'annata venne, però, funestata da uno scandalo che colpì l'intera NWSL a inizio ottobre 2021. Il 30 settembre, infatti, il sito web The Athletic pubblicò un'inchiesta nella quale Paul Riley, allenatore del North Carolina Courage e che aveva allenato il Thorns nel biennio 2013-14, veniva accusato di coercizione sessuale e di commenti inappropriati sulla forma fisica e l'orientamento sessuale delle calciatrici delle squadre che aveva allenato nei precedenti dieci anni. Seguirono una serie di azioni da parte della NWSL e di investigazioni che si allargarono anche ad altri club, incluso il Thorns. Infatti, emerse che gli abusi erano stati già segnalati nel 2014 da alcune giocatrici del Thorns, senza che venissero presi provvedimenti, e che l'interruzione del contratto di Riley nel 2015 fosse legata ad altre denunce di molestie. Dal rapporto investigativo, commissionato dalla USSF, emerse inoltre che Merritt Paulson e il general manager Gavin Wilkinson avevano minimizzato le accuse di abusi e avevano anche raccomandato Paul Riley come allenatore ad altri club. Gavin Wilkinson venne prima messo in congedo e poi licenziato dalla società, così come Mike Golub, presidente del club, accusato di molestie da Cindy Parlow Cone. Paulson si dimise da amministratore delegato del Portland Timbers e del Portland Thorns l'11 ottobre 2022, una settimana dopo la pubblicazione del rapporto investigativo.

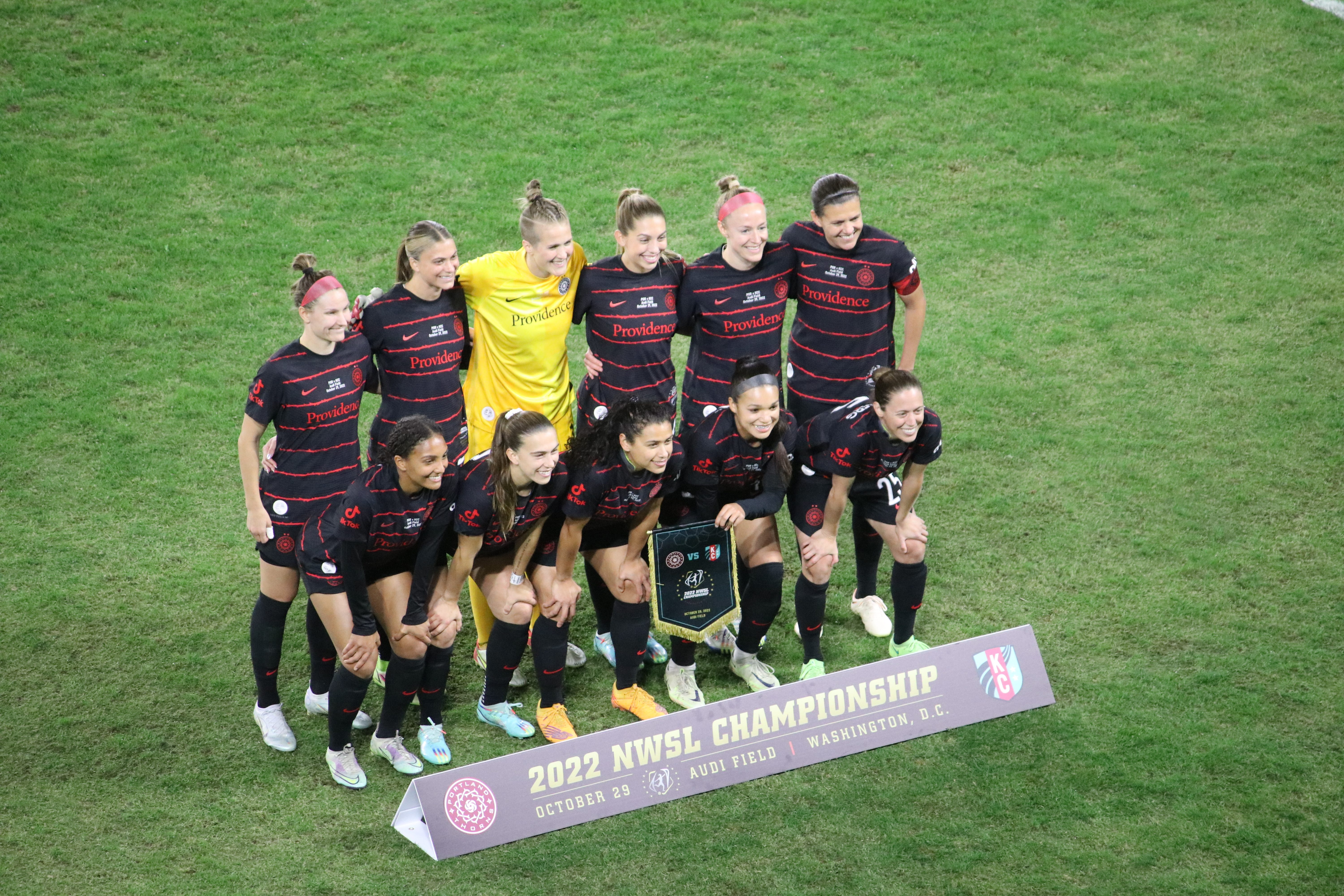
Formazione del Thorns nella finale play-off della NWSL 2022.

Al termine della stagione 2021, Parsons lasciò la squadra per assumere la guida tecnica della nazionale dei Paesi Bassi, venendo sostituito da Rhian Wilkinson, mentre Karina LeBlanc, portiere del Thorns nel 2013, assunse il ruolo di general manager al posto di Gavin Wilkinson. Nella NWSL 2022 la squadra finì la stagione regolare al secondo posto alle spalle dell'OL Reign per un solo punto, per poi vincere i play-off dopo aver battuto in finale il Kansas City Current. A fine stagione Rhian Wilkinson rassegnò le dimissioni e il suo assistente Mike Norris venne nominato nuovo allenatore. Nella stagione 2023 la squadra concluse la stagione regolare al secondo posto, venendo poi sconfitta nella semifinale dei play-off dal NJ/NY Gotham dopo i tempi supplementari.

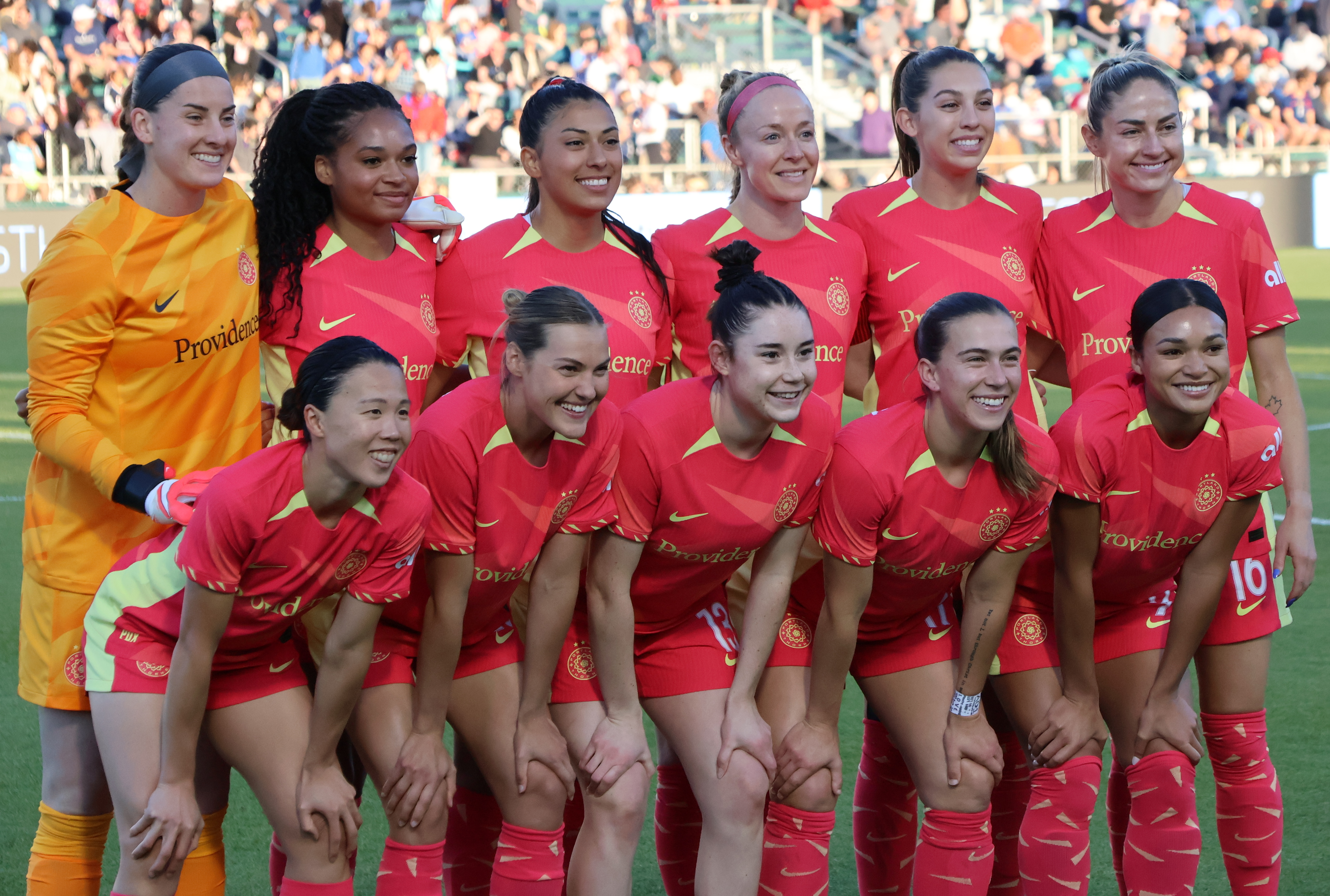
Formazione del Thorns per la partita contro il North Carolina Courage nell'aprile 2024.

A inizio gennaio 2024 il Portland Thorns FC venne venduto da Paulson alla società d'investimento RAJ Sports. Inoltre, Mike Norris venne promosso a direttore tecnico, mentre il ruolo di allenatore venne affidato a Rob Gale prima ad interim e poi, a luglio, in forma definitiva. La squadra concluse la stagione 2024 di NWSL al sesto posto in classifica, venendo poi eliminata dal NJ/NY Gotham nei quarti di finale dei play-off. Grazie al secondo posto in classifica nel 2023, la squadra ebbe accesso all'edizione inaugurale della CONCACAF W Champions Cup, una competizione per club femminili organizzata dalla CONCACAF. Inserita nel gruppo B, la squadra concluse a pari punti (9 su quattro partite) con le connazionali del San Diego Wave e con le messicane dell'América, superando il turno per la migliore differenza reti.

## Colori e simboli

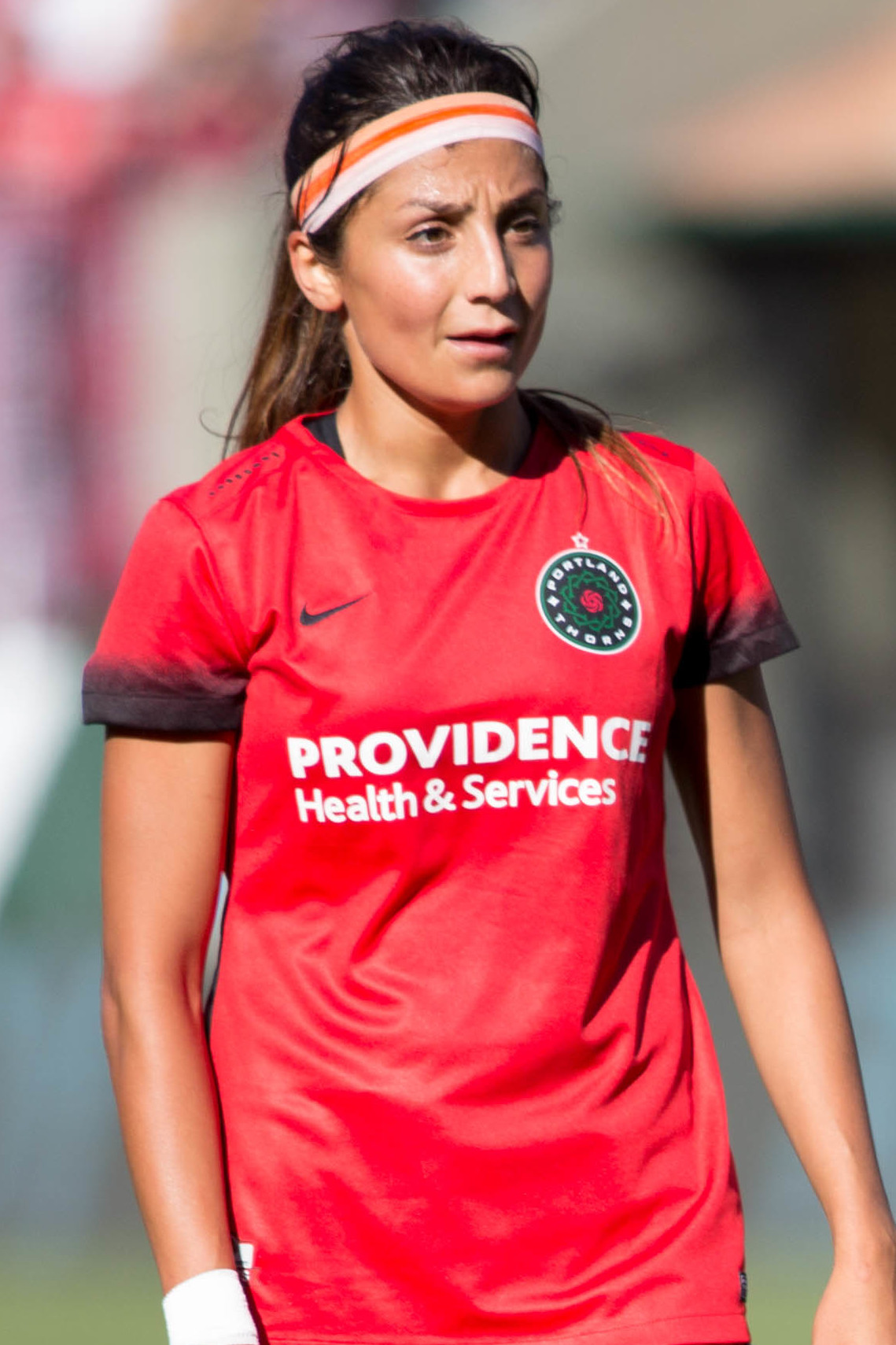
Nadia Nadim con la divisa principale della stagione 2016, dove campeggia lo stemma originario del club.

Lo stemma adottato nel 2013 alla fondazione del club venne creato da Brent Diskin, artista di Portland. Lo stemma di forma circolare riprendeva i colori sociali rosso, verde e nero: sullo sfondo nero era presente una ghirlanda di spine (in inglese thorns) di colore verde che circondava una rosa rossa, posta al centro dello stemma e rappresenta un richiamo alla coltivazione di rose per la quale la città di Portland è nota come "città delle rose". Una scritta bianca "Portland Thorns" circondava la ghirlanda, mentre "F" e "C" erano inserite in due stelle (o ipocicloidi) a quattro punte, un richiamo alla bandiera della città di Portland, poste ai due lati dello stemma a separare "Portland" da "Thorns". Nel 2019 i colori presenti nello stemma vennero ridotti ai soli rosso e bianco. Lo stemma originario venne riutilizzato nel 2023 su una maglia celebrativa.
Sebbene i colori sociali siano il rosso, il nero e il verde, quest'ultimo è comparso sulle divise della squadra solamente nel 2023 su una maglia celebrativa. La prima divisa della squadra nel 2013 era rossa con una banda bianca, mentre i calzoncini erano neri. Fino al 2018 il rosso predominava sulla prima divisa, mentre nella stagione 2019 la divisa presentava una combinazione di strisce orizzontali e verticali rosse e nere. Dal 2020 al 2023 il colore nero ha predominato sulla prima divisa della squadra, mentre nella stagione 2024 il rosso è tornato come colore principale.

## Palmarès
- National Women's Soccer League: 3

2013, 2017, 2022
- NWSL Shield: 2

2016, 2021
- NWSL Challenge Cup: 1

2021
- Women's International Champions Cup: 1

2021

## Statistiche

### Partecipazione ai campionati
| Livello | Categoria                      | Partecipazioni | Debutto | Ultima stagione | Totale |
| ------- | ------------------------------ | -------------- | ------- | --------------- | ------ |
| 1º      | National Women's Soccer League | 12             | 2013    | 2024            | 12     |

### Partecipazione alle coppe
| Competizione             | Partecipazioni | Debutto   | Ultima stagione | Totale |
| ------------------------ | -------------- | --------- | --------------- | ------ |
| NWSL Challenge Cup       | 4              | 2020      | 2023            | 4      |
| CONCACAF W Champions Cup | 1              | 2024-2025 | 2024-2025       | 1      |

## Organico

### Rosa 2022
Rosa, ruoli e numeri di maglia aggiornati al 30 ottobre 2022.
| N. |                        | Ruolo | Calciatrice        |
| -- | ---------------------- | ----- | ------------------ |
| 1  | Stati Uniti (bandiera) | P     | Bella Bixby        |
| 4  | Stati Uniti (bandiera) | D     | Becky Sauerbrunn   |
| 5  | Stati Uniti (bandiera) | D     | Emily Menges       |
| 8  | Giappone (bandiera)    | C     | Hina Sugita        |
| 9  | Stati Uniti (bandiera) | A     | Sophia Smith       |
| 11 | Costa Rica (bandiera)  | C     | Raquel Rodríguez   |
| 12 | Canada (bandiera)      | C     | Christine Sinclair |
| 13 | Stati Uniti (bandiera) | C     | Olivia Moultrie    |
| 14 | Finlandia (bandiera)   | D     | Natalia Kuikka     |
| 16 | Canada (bandiera)      | A     | Janine Beckie      |
| 17 | Stati Uniti (bandiera) | C     | Sam Coffey         |
| 19 | Stati Uniti (bandiera) | A     | Crystal Dunn       |
| 20 | Stati Uniti (bandiera) | D     | Kelli Hubly        |

| N. |                        | Ruolo | Calciatrice         |
| -- | ---------------------- | ----- | ------------------- |
| 21 | Stati Uniti (bandiera) | A     | Marissa Everett     |
| 22 | Stati Uniti (bandiera) | A     | Morgan Weaver       |
| 23 | Stati Uniti (bandiera) | C     | Yazmeen Ryan        |
| 25 | Stati Uniti (bandiera) | D     | Meghan Klingenberg  |
| 29 | Stati Uniti (bandiera) | D     | Tegan McGrady       |
| 35 | Stati Uniti (bandiera) | P     | Abby Smith          |
| 37 | Stati Uniti (bandiera) | A     | Michele Vasconcelos |
| 39 | Stati Uniti (bandiera) | D     | Meaghan Nally       |
| 41 | Stati Uniti (bandiera) | D     | Hannah Betfort      |
| 43 | Stati Uniti (bandiera) | P     | Shelby Hogan        |
| 44 | Stati Uniti (bandiera) | C     | Gabby Provenzano    |
| 45 | Stati Uniti (bandiera) | A     | Natalie Beckman     |
| 46 | Stati Uniti (bandiera) | C     | Taylor Porter       |

### Rosa 2021
| N. |                        | Ruolo | Calciatrice        |
| -- | ---------------------- | ----- | ------------------ |
| 4  | Stati Uniti (bandiera) | D     | Becky Sauerbrunn   |
| 5  | Stati Uniti (bandiera) | D     | Emily Menges       |
| 9  | Stati Uniti (bandiera) | A     | Sophia Smith       |
| 10 | Stati Uniti (bandiera) | C     | Lindsey Horan      |
| 11 | Costa Rica (bandiera)  | C     | Raquel Rodríguez   |
| 12 | Canada (bandiera)      | C     | Christine Sinclair |
| 14 | Finlandia (bandiera)   | D     | Natalia Kuikka     |
| 15 | Stati Uniti (bandiera) | D     | Madison Pogarch    |
| 18 | Stati Uniti (bandiera) | D     | Christen Westphal  |
| 19 | Stati Uniti (bandiera) | C     | Crystal Dunn       |
| 20 | Stati Uniti (bandiera) | D     | Kelli Hubly        |

| N. |                        | Ruolo | Calciatrice        |
| -- | ---------------------- | ----- | ------------------ |
| 22 | Stati Uniti (bandiera) | A     | Morgan Weaver      |
| 24 | Stati Uniti (bandiera) | P     | Adrianna Franch    |
| 25 | Stati Uniti (bandiera) | D     | Meghan Klingenberg |
| 30 | Stati Uniti (bandiera) | C     | Celeste Boureille  |
| 31 | Stati Uniti (bandiera) | P     | Bella Bixby        |
| 34 | Stati Uniti (bandiera) | A     | Tyler Lussi        |
| 36 | Stati Uniti (bandiera) | C     | Angela Salem       |
| 38 | Stati Uniti (bandiera) | A     | Simone Charley     |
| 39 | Stati Uniti (bandiera) | D     | Meaghan Nally      |
| 40 | Stati Uniti (bandiera) | A     | Marissa Everett    |
| 43 | Stati Uniti (bandiera) | P     | Shelby Hogan       |

### Rosa 2019
Aggiornata al 12 aprile 2019
| N. |                        | Ruolo | Calciatrice            |
| -- | ---------------------- | ----- | ---------------------- |
| 2  | Stati Uniti (bandiera) | D     | Katherine Reynolds     |
| 4  | Stati Uniti (bandiera) | D     | Emily Menges           |
| 7  | Svizzera (bandiera)    | A     | Ana-Maria Crnogorčević |
| 8  | Brasile (bandiera)     | C     | Andressinha            |
| 9  | Australia (bandiera)   | A     | Caitlin Foord          |
| 10 | Stati Uniti (bandiera) | C     | Lindsey Horan          |
| 11 | Islanda (bandiera)     | C     | Dagný Brynjarsdóttir   |
| 12 | Canada (bandiera)      | A     | Christine Sinclair     |
| 15 | Australia (bandiera)   | D     | Ellie Carpenter        |
| 16 | Stati Uniti (bandiera) | D     | Emily Sonnett          |
| 17 | Stati Uniti (bandiera) | C     | Tobin Heath            |
| 20 | Stati Uniti (bandiera) | D     | Kelli Hubly            |
| 21 | Australia (bandiera)   | A     | Hayley Raso            |

| N. |                        | Ruolo | Calciatrice        |
| -- | ---------------------- | ----- | ------------------ |
| 23 | Stati Uniti (bandiera) | C     | Margaret Purce     |
| 24 | Stati Uniti (bandiera) | P     | Adrianna Franch    |
| 25 | Stati Uniti (bandiera) | D     | Meghan Klingenberg |
| 27 | Stati Uniti (bandiera) | D     | Elizabeth Ball     |
| 30 | Stati Uniti (bandiera) | C     | Celeste Boureille  |
| 31 | Stati Uniti (bandiera) | P     | Bella Bixby        |
| 33 | Stati Uniti (bandiera) | P     | Britt Eckerstrom   |
| 34 | Stati Uniti (bandiera) | A     | Tyler Lussi        |
| 35 | Stati Uniti (bandiera) | D     | Gabby Seiler       |
| 36 | Stati Uniti (bandiera) | C     | Angela Salem       |
| 37 | Stati Uniti (bandiera) | C     | Emily Ogle         |
| 38 | Stati Uniti (bandiera) | A     | Simone Charley     |
| 41 | Stati Uniti (bandiera) | D     | Madison Pogarch    |